# Altdorf
 For alternative betydninger, se Altdorf (flertydig). (Se også artikler, som begynder med Altdorf)
Altdorf er hovedbyen i kantonen Uri i Schweiz. Byen er beliggende syd for Vierwaldstättersee og har 9.401(2018) indbyggere.